# Zettabit
Um Zettabit é um múltiplo da unidade bit para armazenamento de informações ou dados de computadores. Normalmente ele é abreviado por Zb. O prefixo Zetta (símbolo Z) é definida no Sistema Internacional de Unidades (SI) como um multiplicador de 1021. Assim, define-se que:
1 zettabit = 1021bits = 1.000.000.000.000.000.000.000 de bits = 1000 exabits.
O zettabit tem o símbolo da unidade Zbit ou Zb.
O zettabit está intimamente relacionado ao zebibit, um múltiplo unitário derivado do prefixo binário zebi da mesma ordem de grandeza,  que é igual a 270bits = 1180591620717411303424bits, ou aproximadamente 18% maior que o zettabit.

## Relações
Base 10:
petabit << exabit << zettabit
Base 2:
pebibit << exbibit << zebibit